# Thalassoma lunare
A Thalassoma lunare az ajakoshalfélék (Labridae) családjába és a Thalassoma nembe tartozó trópusi halfaj.

## Elterjedése
Az Indiai-óceán korallzátonyai Kelet-Afrikától a Salamon-szigetekig;a Csendes-óceánban a Fülöp-szigetek és Ausztrália.

## Megjelenése
Mintázata nagyon jellegzetes. Alapszínére a sötétzöld árnyalatok jellemzőek. A kifejlett halat rózsaszín pettyek és csíkok ékesítik, amelyek a faj egyik alfajánál lilák. A hátúszója alacsony, hosszan végig nyúlik a kopoltyúktól egészen a farokúszó kezdetéig. A hátúszón szintén rózsaszín csík húzódik. A farok alatti úszó a hátúszó méretének a felét teszi ki. A mellúszók kicsik és ovális alakúak, szegélyük kék színű, a közepükön egy vörös vagy rózsaszínű folt van.
A farokúszó villás, a szegélye kék színű, közepe sárga, amelyet egy rózsaszín csík határol. A szeme körvonala enyhén rózsaszín. Kissé hasonlít a papagájhalfélékre. Mérete 30 centiméter.

## Életmódja, szaporodása
Mindenevő halfaj, megeszi az algákat és a kagylókat is, de fő táplálékát a más halakról leszedegetett élősködők jelentik. A középső és alsó szinten tartózkodik. Nappali halfaj, éjszakára a korallzátonyok üregébe bújva alszik. A párzási időszakon kívül magányosan él. Ebben az időszakban védi lakóhelyét fajtársaitól, de alapvetően békés faj. Szabadon ikrázik.